# Boulevard Richard-Lenoir
Le boulevard Richard-Lenoir est un boulevard du 11e arrondissement de Paris qui relie la place de la Bastille au boulevard Jules-Ferry. Il abrite le long marché de la Bastille et recouvre une partie du canal Saint-Martin.

## Situation et accès
Le boulevard est formé d’un terre-plein central de trente mètres de large, recouvrant le canal Saint-Martin, encadré des voies de circulation.
Il a été réaménagé en 1993 et 1994 sur les plans de la paysagiste Jacqueline Osty et de l'architecte-urbaniste David Mangin, qui ont conçu quatre squares ainsi que dix-huit fontaines intégrant les oculi du canal et deux aires de jeu de boules.

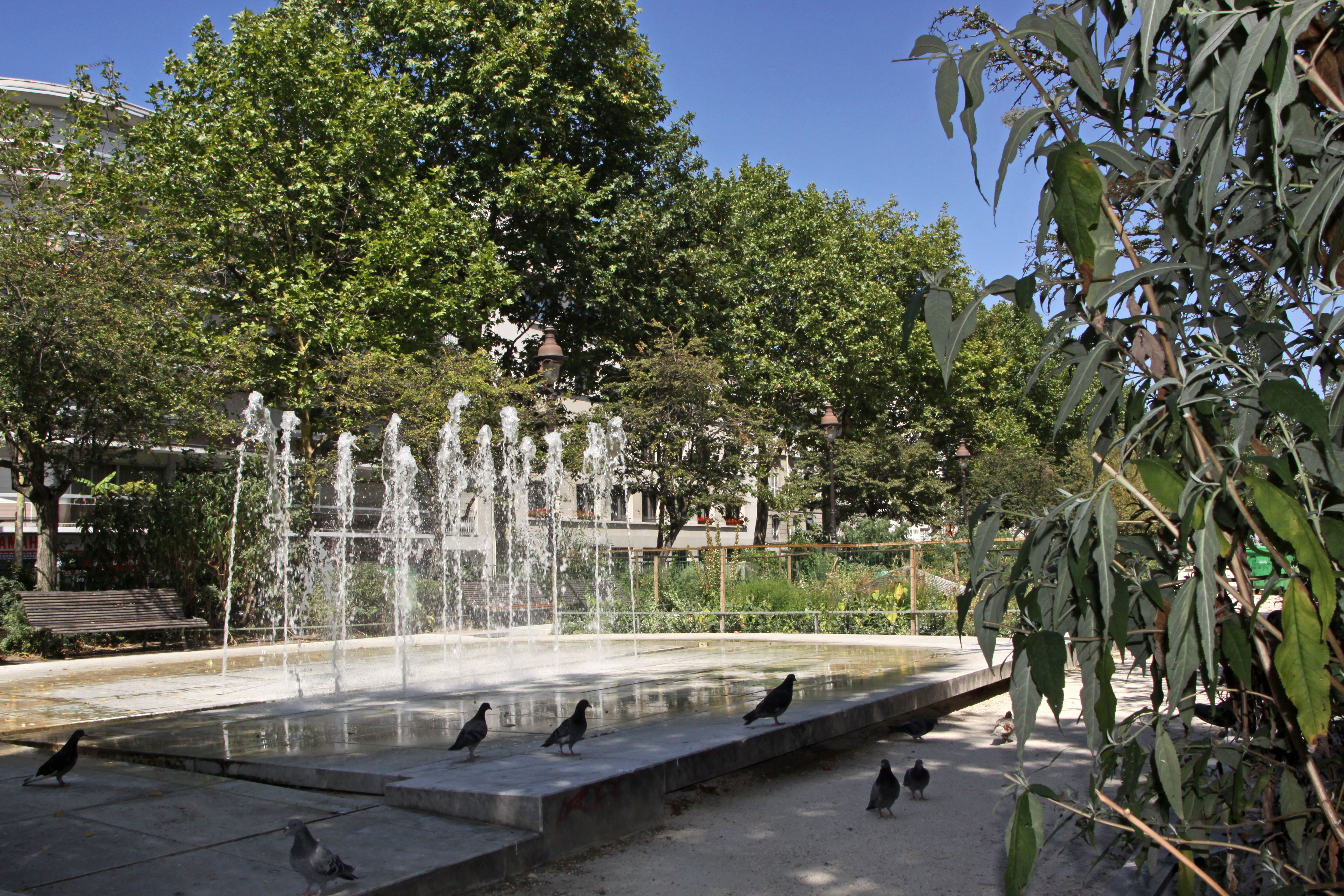
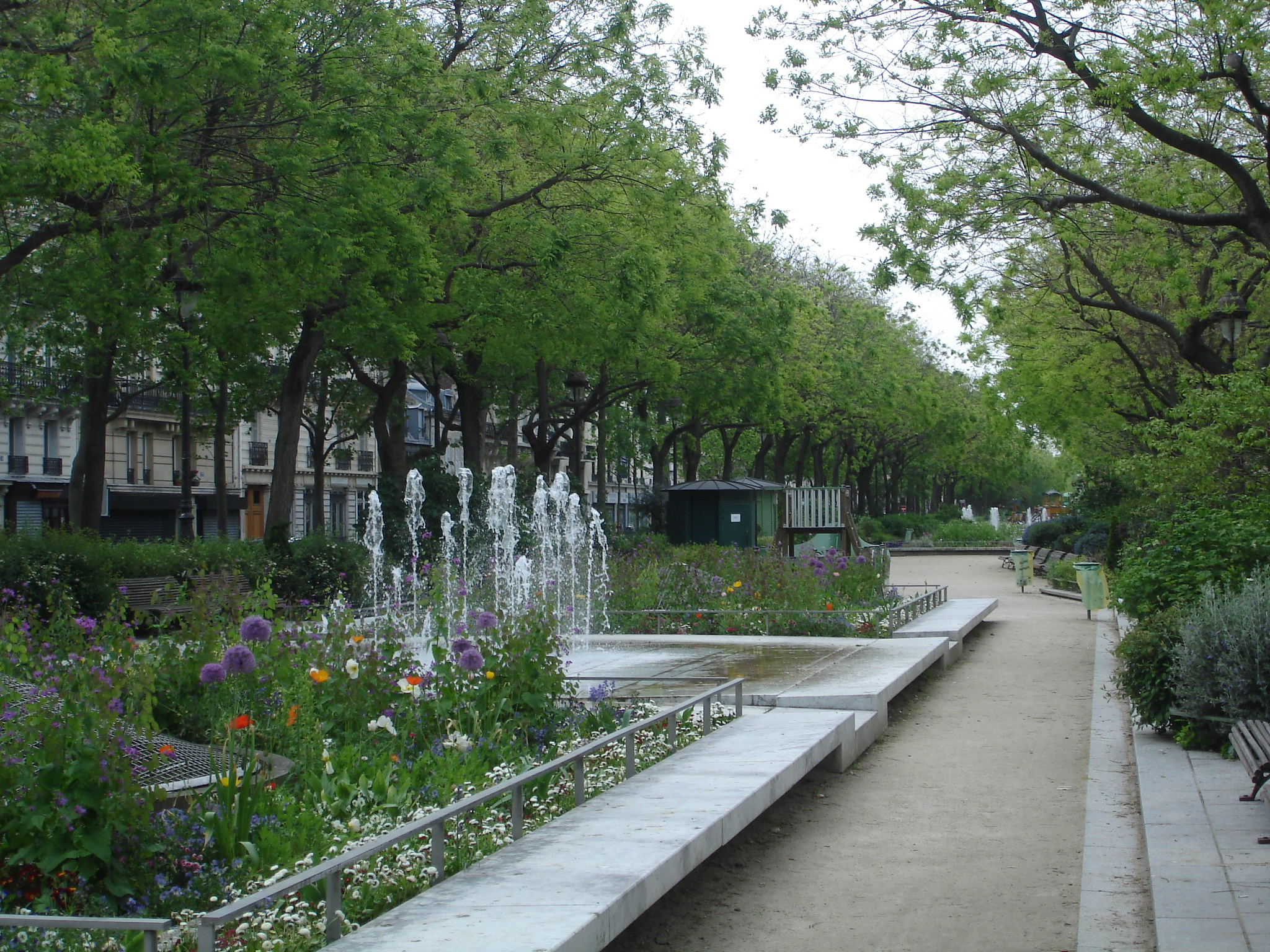

Ce site est desservi par les lignes     à la station de métro Bastille ; par la ligne   à la station Bréguet - Sabin ; par la ligne   à la station Richard-Lenoir et par les lignes    à la station Oberkampf.

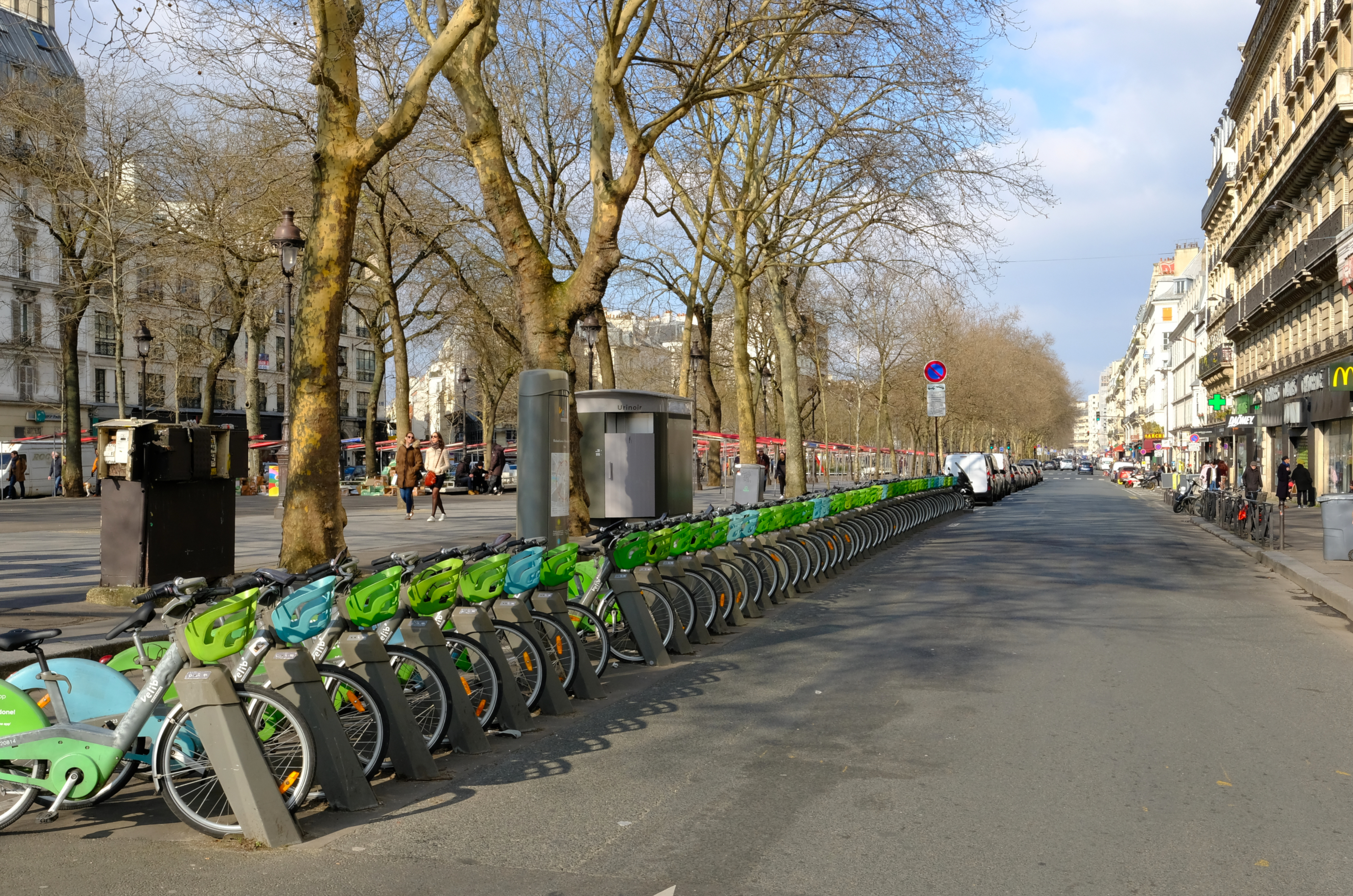
Station Vélib près de la place de la Bastille.
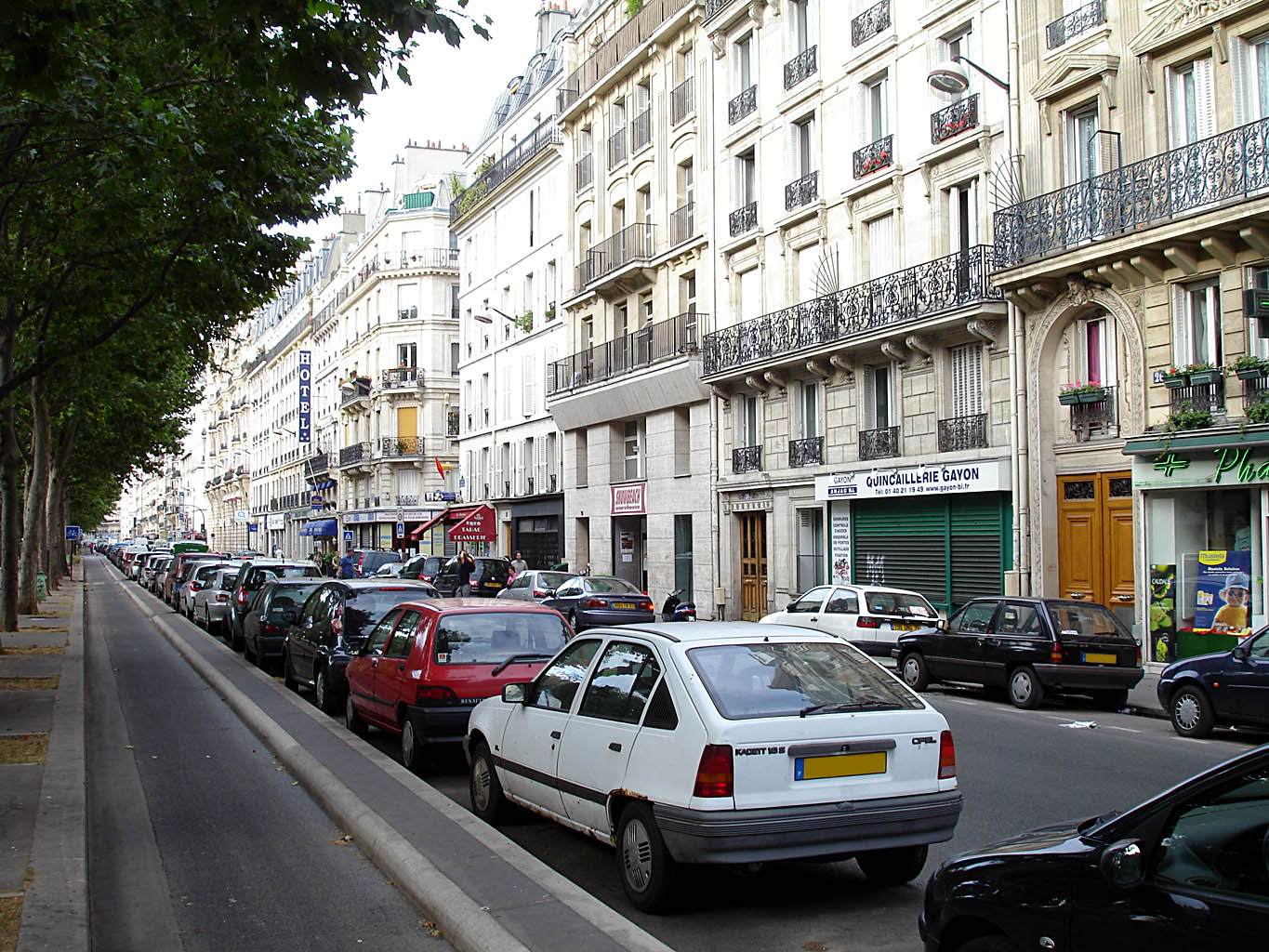
Vue du boulevard, à hauteur de la rue Saint-Sabin, côté est.
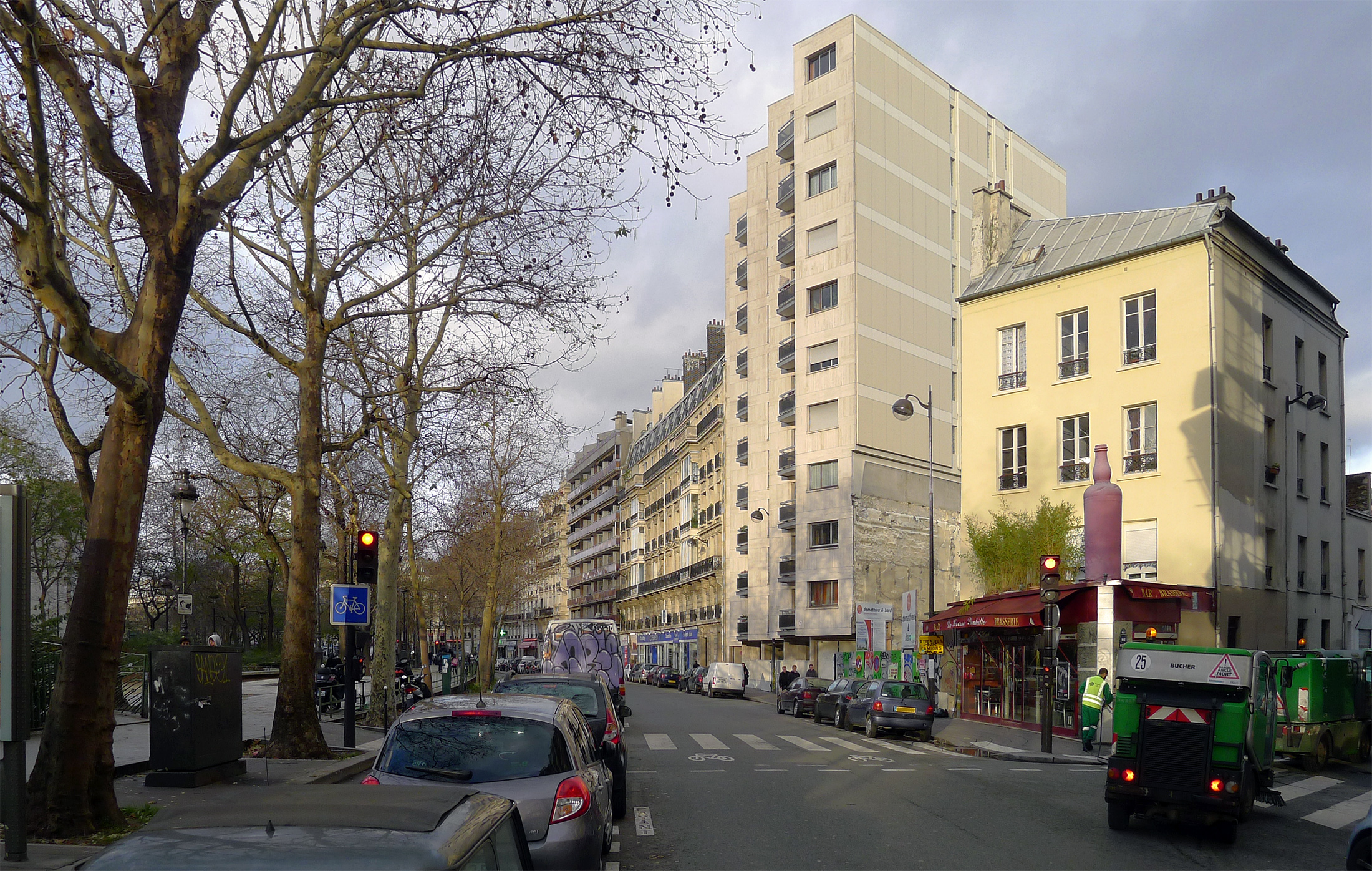
Vue du boulevard, à hauteur de la rue Moufle en direction de l'avenue de la République, côté est.

## Origine du nom
Le boulevard est nommé en l’honneur de l’industriel François Richard (16 avril 1765 – 19 octobre 1839), manufacturier d’étoffes, qui modifia son nom pour y rajouter une partie de celui de son associé décédé, Joseph Lenoir-Dufresne (1768-1806), devenant ainsi « François Richard-Lenoir ».

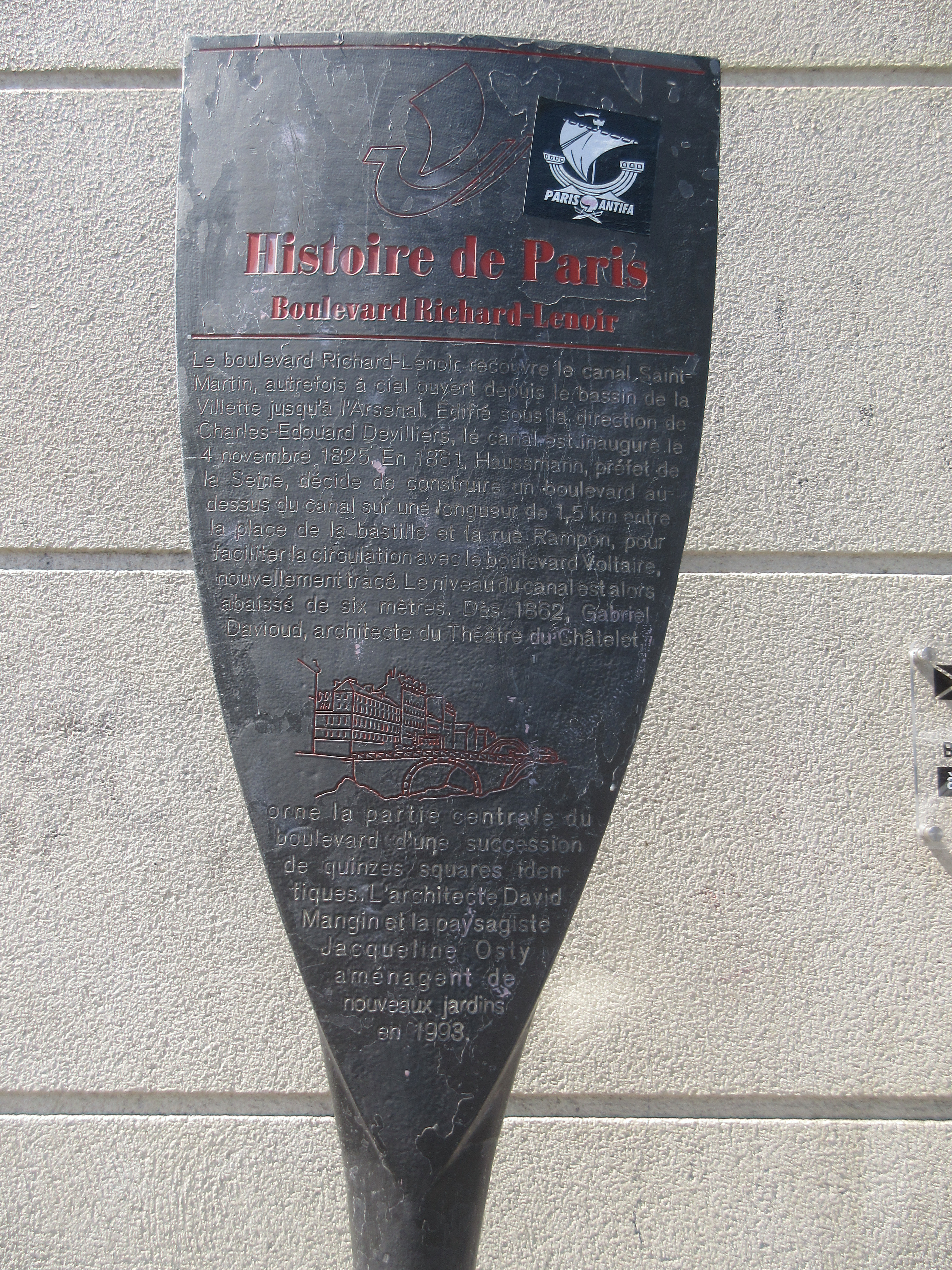
Panneau Histoire de Paris
« Boulevard Richard-Lenoir ».

## Historique
Ce boulevard dénommé « boulevard Richard-Lenoir » en 1875 faisait autrefois partie, avant la couverture du canal Saint-Martin, des quais Charles-X et Louis-XVIII créés en 1821.
Les travaux de couverture du canal décidés en 1849 ne furent commencés qu'en 1859 et achevés en 1860. La couverture du canal et la suppression des quais, entre la place de la Bastille et la rue Rampon, ont été approuvées par décret du 30 avril 1859.
Le 25 mars 1918, durant la première Guerre mondiale, un obus lancé par la Grosse Bertha explose au no 59 boulevard Richard-Lenoir.

### Couverture du canal Saint-Martin
Le boulevard Richard-Lenoir recouvre en partie le canal Saint-Martin. Celui-ci, achevé en 1826, est recouvert par le baron Haussmann, préfet de la Seine, en 1860, lors de ses grands travaux de modernisation de Paris. Un de ses buts est de supprimer la tranchée offerte par le canal, qui avait servi de ligne de défense pour les insurgés lors de la révolution de 1848. Il profite aussi des travaux de recouvrement pour abaisser le niveau du canal de 6 mètres afin de le faire passer sous le boulevard Voltaire, nouvellement percé, et éviter ainsi la construction d’un pont.
Quinze squares, dessinés par Davioud, vont occuper le terre-plein central. Le mobilier urbain, les bancs et les candélabres, sont dessinés par Adolphe Alphand. À la hauteur de la Bastille, et entre la rue Oberkampf et la rue Jean-Pierre-Timbaud, le terre-plein reste libre afin d’accueillir un marché deux fois par semaine.

### Foire à la Ferraille et Foire au Jambon
Après avoir été située successivement dans l'île de la Cité, puis quai des Grands-Augustins (anciennement Quai de la Vallée), rue du Faubourg-Saint-Martin et enfin boulevard Bourdon, la Foire au Jambon est transférée en 1869 par arrêté de police boulevard Richard-Lenoir, entre la Bastille et le boulevard Voltaire, où elle va occuper le terre-plein central. Très tôt viennent s'adjoindre à ces commerçants des marchands de bric-à-brac, de brocante et de vieille ferraille. La foire qui se déroule jusqu'en 1940 du dimanche des Rameaux au dimanche de Pâques, prend, après la Seconde Guerre mondiale, le rythme de deux fois par an, au printemps et en automne, et devient connue sous le nom de Foire à la Ferraille – Foire au Jambon.
En 1969, la préfecture de police de Paris déplace la Foire sur le plateau Beaubourg et le 2 février 1970, le Préfet de Paris, sur délibération du Conseil de Paris la transfère hors de Paris, à Chatou. En souvenir de l'époque où elle se situait dans le 11e arrondissement de Paris, les allées de la foire de Chatou ont été baptisées de noms de rues et de monuments du 11e : boulevard Richard-Lenoir, allée du Chemin-Vert et allée Bataclan.

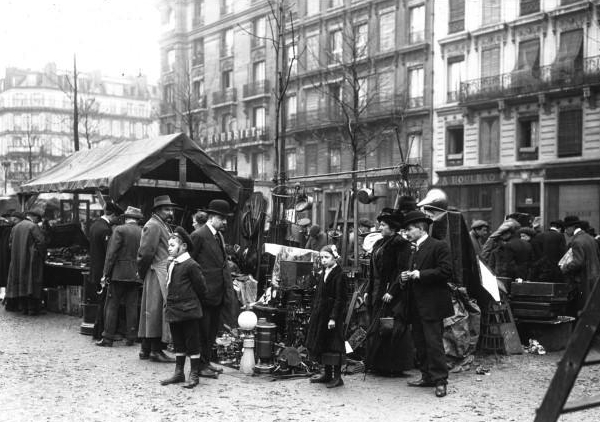
Foire à la Ferraille (1914).
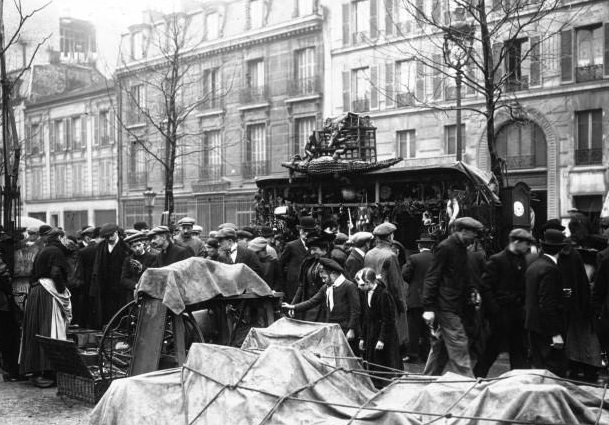
Foire à la Ferraille (1914).
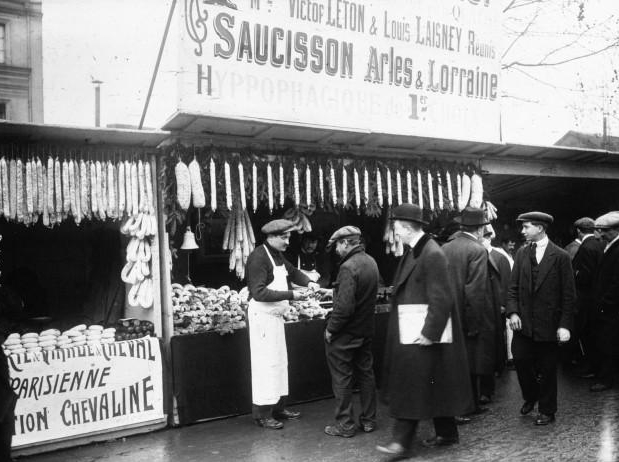
Foire au Jambon (1914).
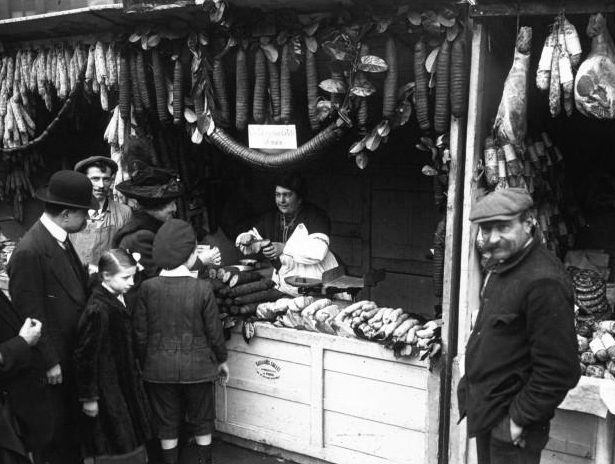
Foire au Jambon (1914).

### Squares
Dans les années 1990, sur les terre-pleins centraux des boulevards Richard-Lenoir et Jules-Ferry, quatre squares (du sud au nord, le square Bréguet - Sabin, le square Richard-Lenoir, le jardin May-Picqueray et le square Jules-Ferry) sont aménagés par l’agence Seura Architectes (David Mangin et Alain Payeur) et la paysagiste Jacqueline Osty. Au début des années 2020, la municipalité parisienne projète de créer une grande promenade végétalisée entre la place de la Bastille à la place Stalingrad, faisant disparaître les clôtures des squares au profit de grandes pelouses libres d'accès. Le projet suscite l'opposition de riverains, de défenseurs de l'environnement et du patrimoine.

## Bâtiments remarquables et lieux de mémoire

### 2 et 4, boulevard Richard-Lenoir
Les bâtiments situés à l’intersection entre le boulevard Richard-Lenoir (nos 2 et 4) et la place de la Bastille (no 14) ont fait l’objet d'une inscription aux monuments historiques pour leurs façades, leurs toitures, leurs escaliers et leurs cages.

### 6, boulevard Richard-Lenoir
Immeuble de rapport de la fin du XIXe siècle (1886 ?) à 15 travées et 6 étages. Le mascaron au-dessus de la porte représente un homme barbu dans une gueule de lion. Le balcon du premier étage situé au-dessus de la porte, avec balustrade en pierre, est surmonté de chaque côté par deux bas-reliefs représentant des vases. Au troisième étage, le balcon filant possède aussi une balustrade en pierre. Aux troisième et quatrième étages, les fenêtres de la travée centrale sont remplacées par un bas-relief de la hauteur de deux étages, représentant une femme légèrement vêtue, agitant un voile au-dessus de sa tête.

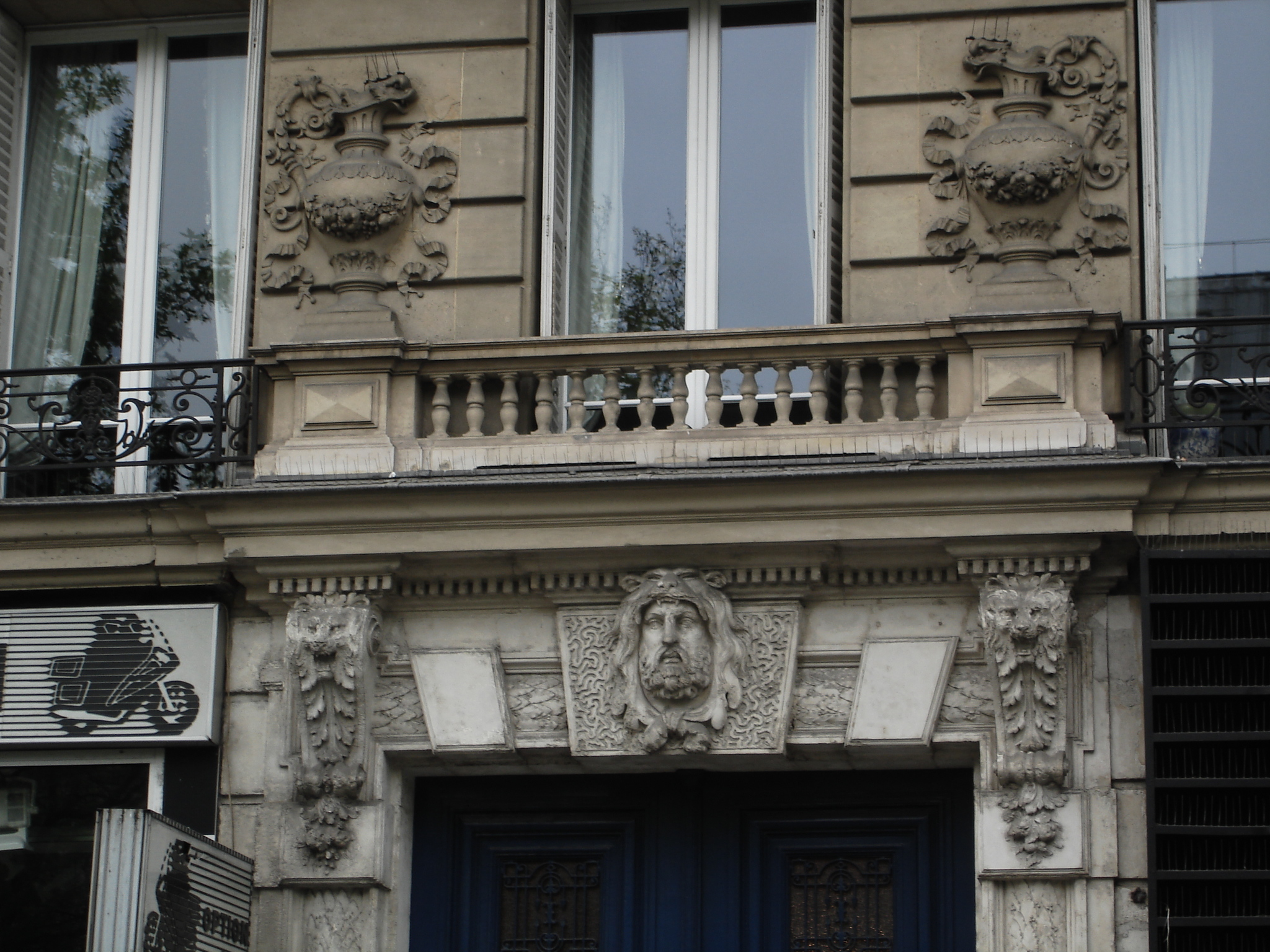
No 6 : mascaron sur la porte d'entrée.
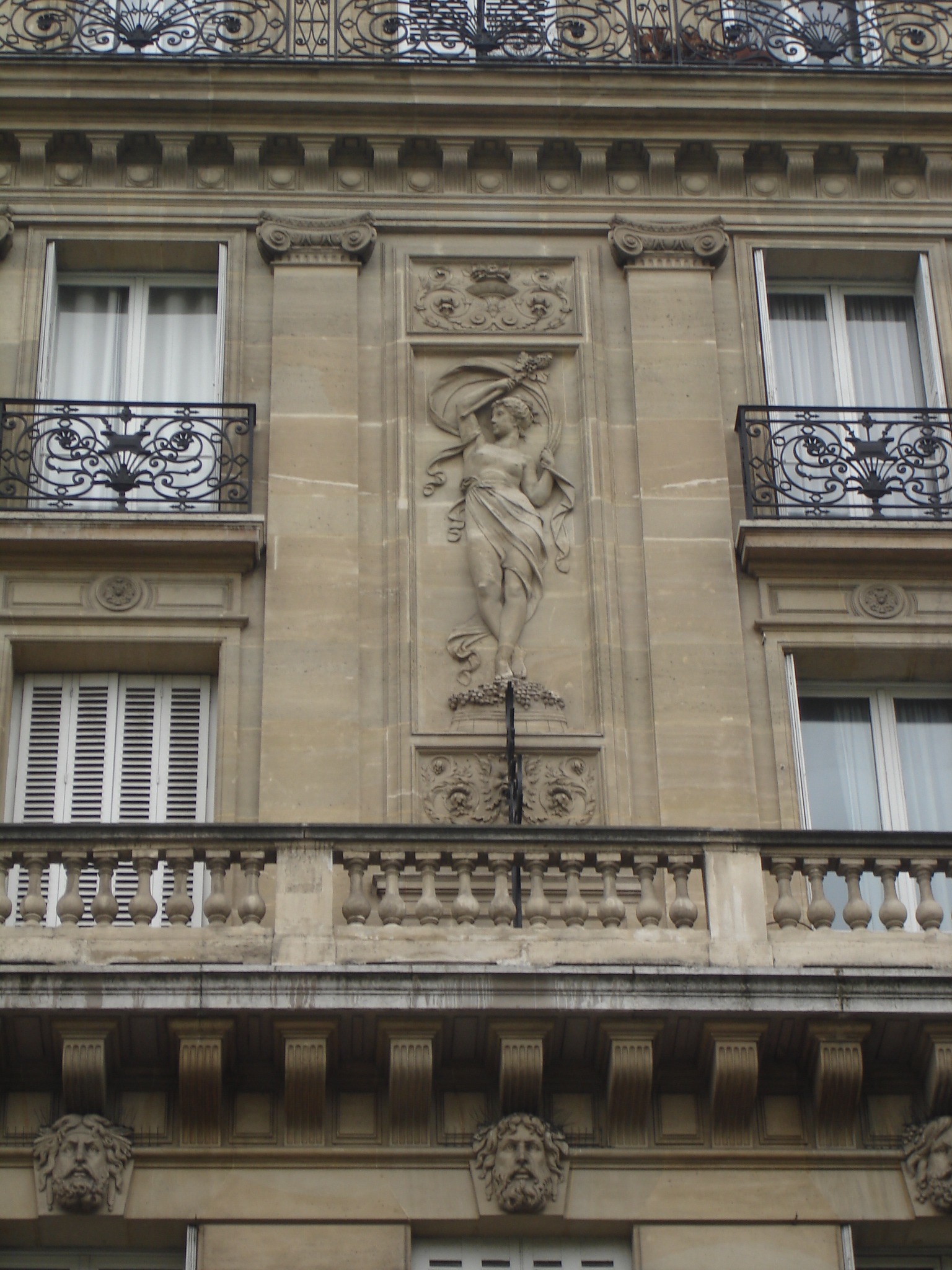
No 6 : bas-relief.

### 18, boulevard Richard-Lenoir
Construit en 1864, l’immeuble situé à l’intersection entre le boulevard Richard-Lenoir (no 18) et la rue Sedaine (no 1), possède sur sa façade côté rue Sedaine un médaillon en bronze représentant le profil de l’auteur dramatique Michel-Jean Sedaine avec, en dessous, une plaque indiquant ses principales œuvres, ses deux comédies : Le Philosophe sans le savoir, La Gageure ; ses opéras-comiques : Richard Cœur-de-Lion, Le Déserteur, Rose et Colas, Le Diable à quatre ; son opéra-ballet : Aline, reine de Golconde ;  ses Épitres et Discours.

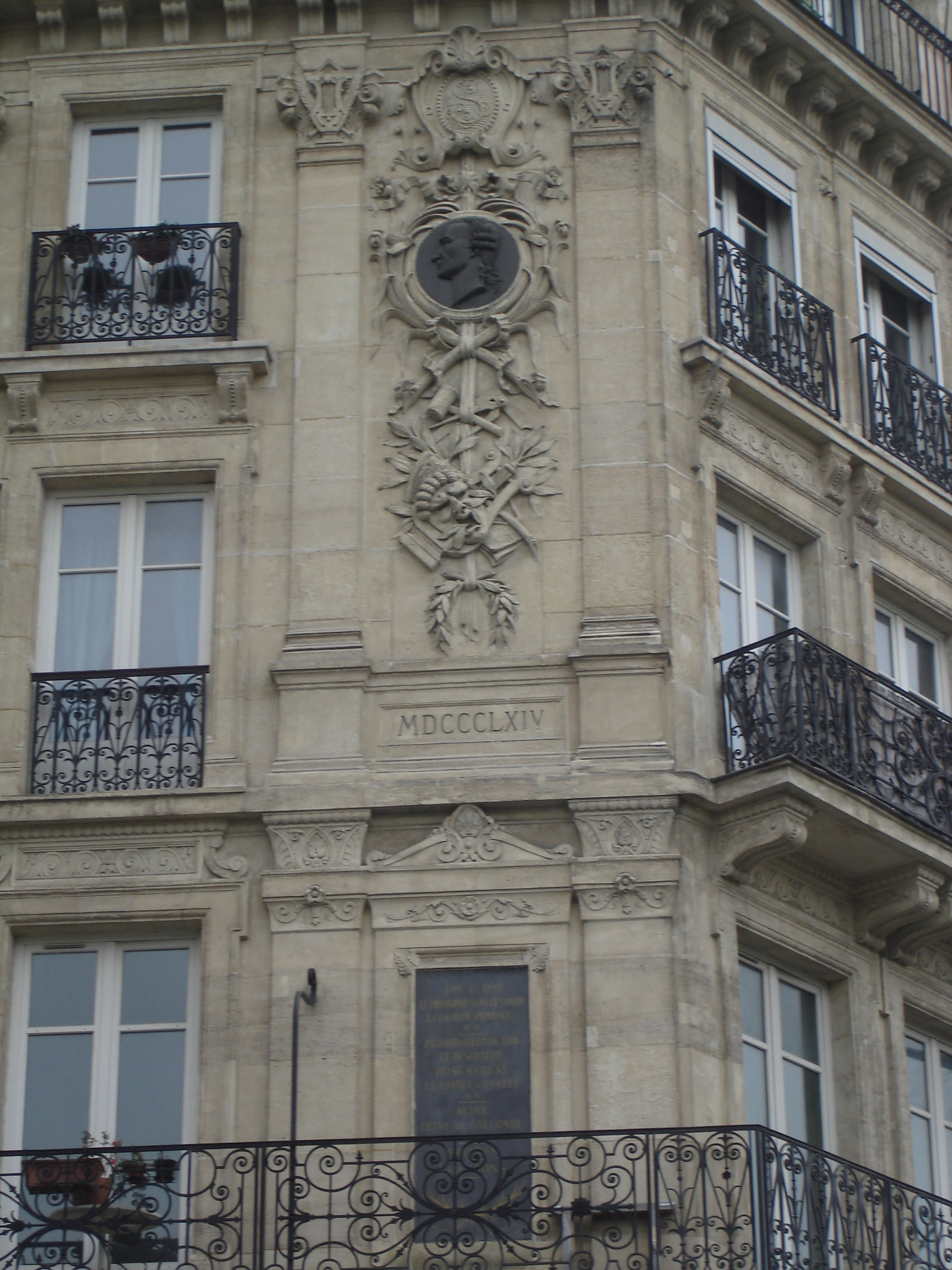
Hommage au dramaturge Sedaine.
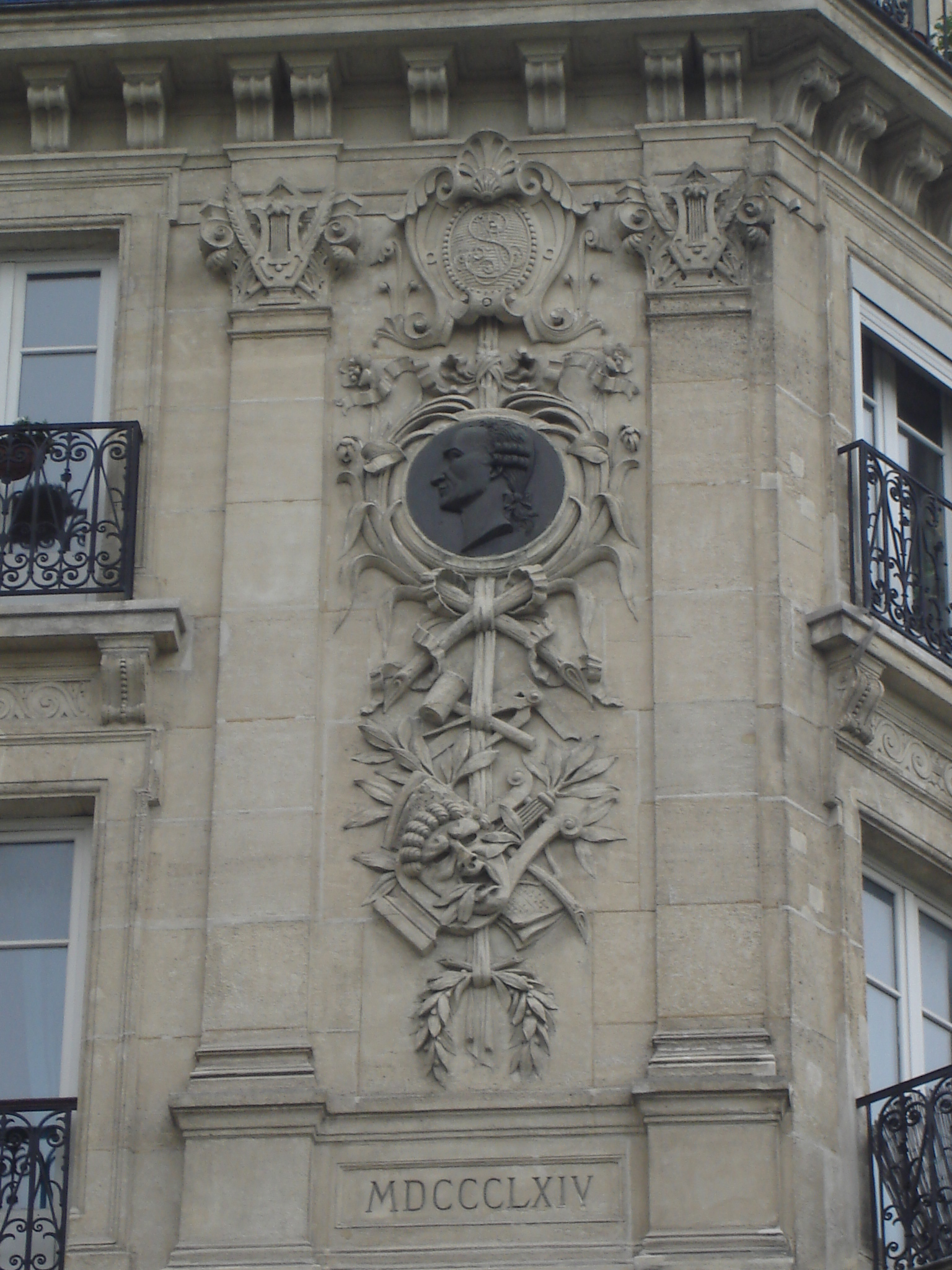
Médaillon de Sedaine.

### 32 boulevard Richard Lenoir
Immeuble de naissance de Robert Desnos. Une plaque l'indique au-dessus de la porte.

### 42-42 bis, 48 et 78, boulevard Richard-Lenoir
Ces trois immeubles bourgeois ont été construits au début du XXe siècle dans un style post-haussmannien, typique des années 1880-1890 et reconnaissable à son aspect général grandiose et ses fantaisies au niveau des derniers étages, mêlé d'influence Art nouveau surtout perceptible au niveau des portes et fenêtres à arc plein cintre ou en anse de panier. Les dessus des portes d'entrée des immeubles no 42-42 bis et 78, sont richement décorés de hauts-reliefs représentant une tête féminine entourée de fleurs.
L'immeuble du 42-42 bis, boulevard Richard-Lenoir a été réalisé en 1906 suivant les plans de l'architecte Louis Fagot pour Charles Blanc, industriel en matériel d'électricité, d'hydrothérapie et de robinetterie, dont les ateliers étaient situés rue Froment, à l'arrière de l'immeuble donnant sur le boulevard. Le décorateur et statuaire est le sculpteur Anciaux.
L'immeuble au 48, boulevard Richard-Lenoir a été construit par l'entreprise M. Luquet, suivant les plans de l'architecte E. Thomas, en 1910, pour la veuve Thiessard (permis de construire du 31 juillet 1909).
L'immeuble du 78, boulevard Richard-Lenoir date de 1905 et a été construit suivant les plans de l'architecte Louis Fagot, avec des sculptures réalisées par Anciaux (permis de construire du 9 novembre 1904).

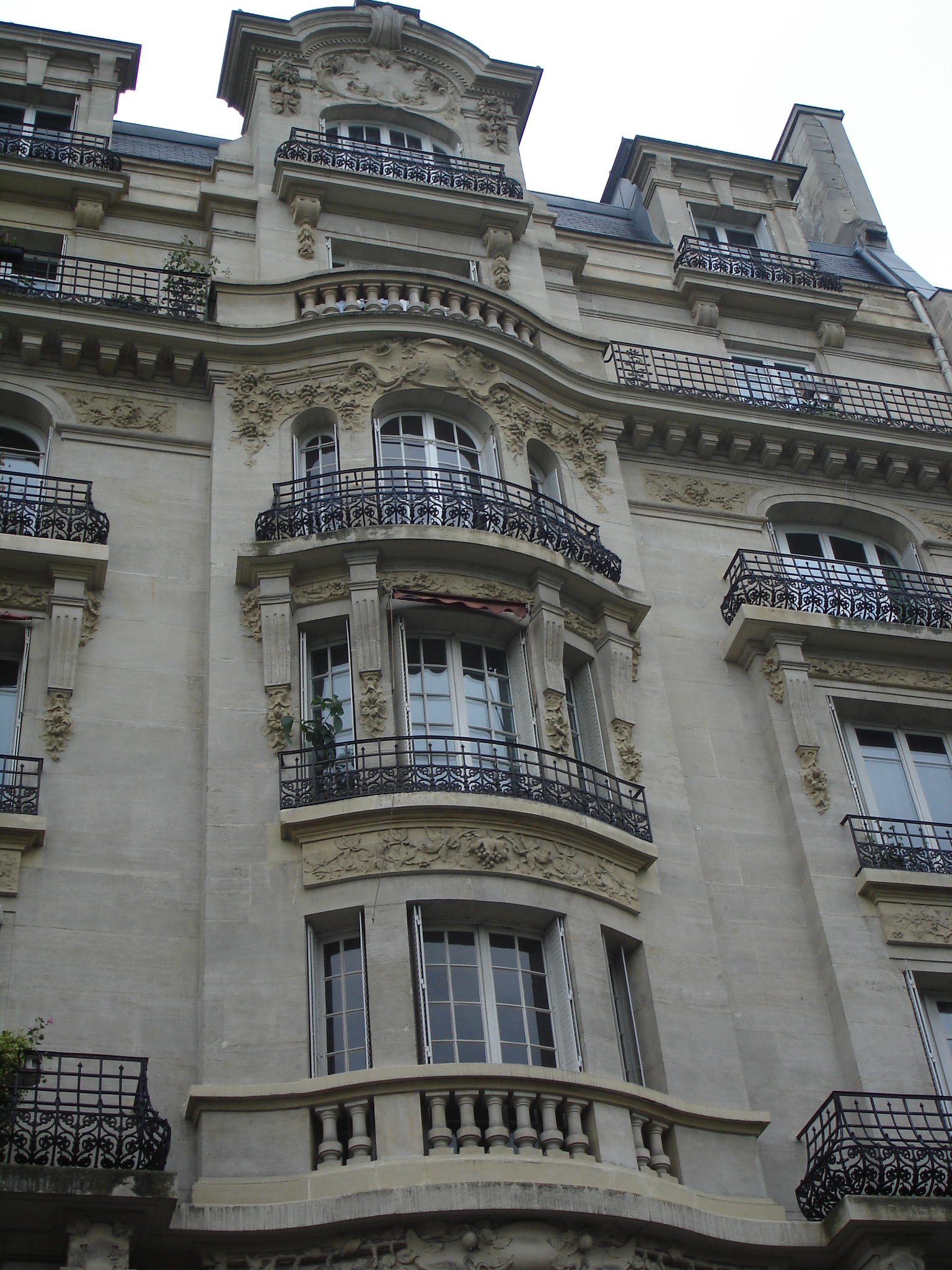
Aperçu de l'immeuble, nos 42-42 bis.
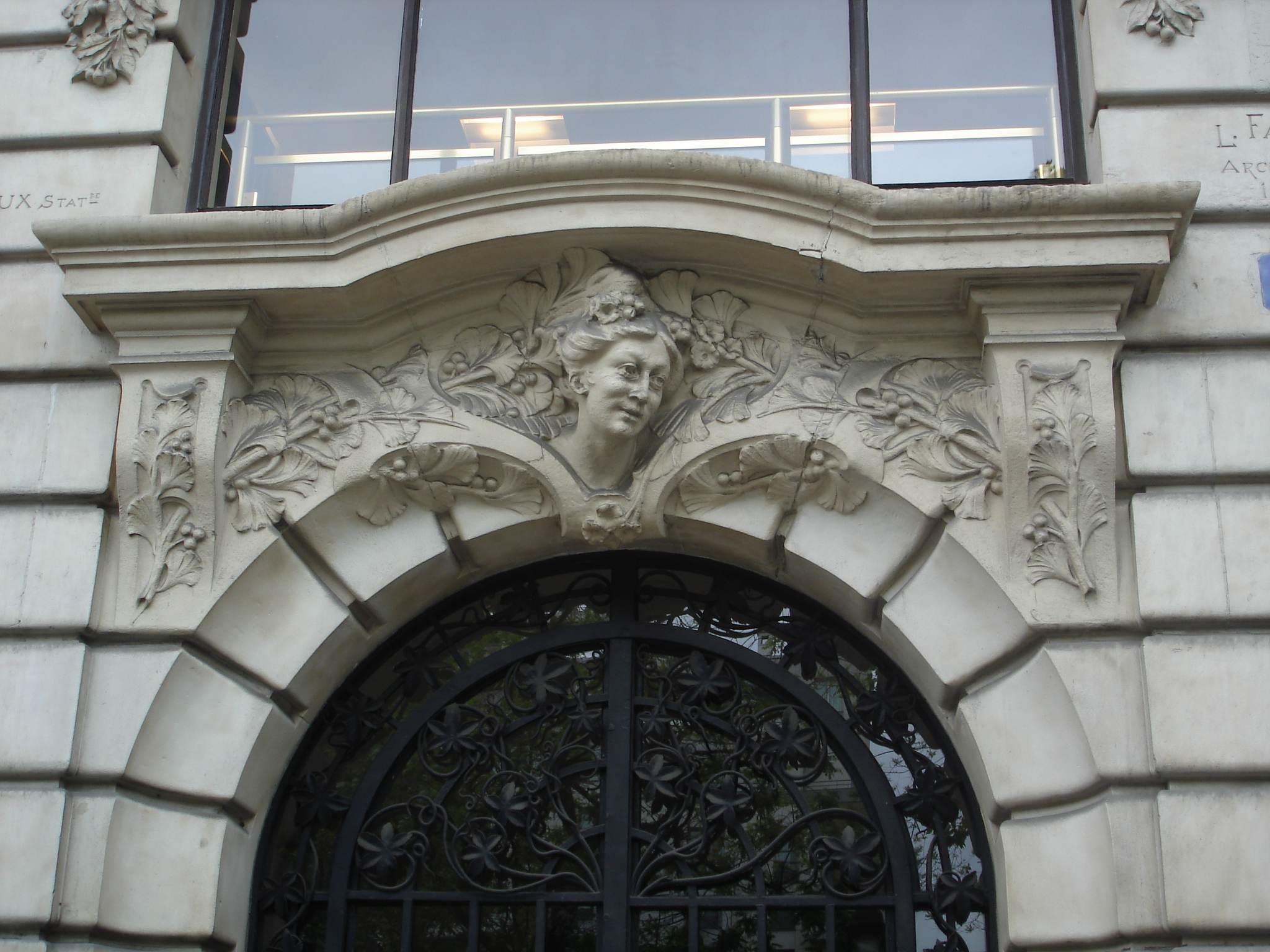
Immeuble au nos 42-42 bis : porte d'entrée avec haut-relief.
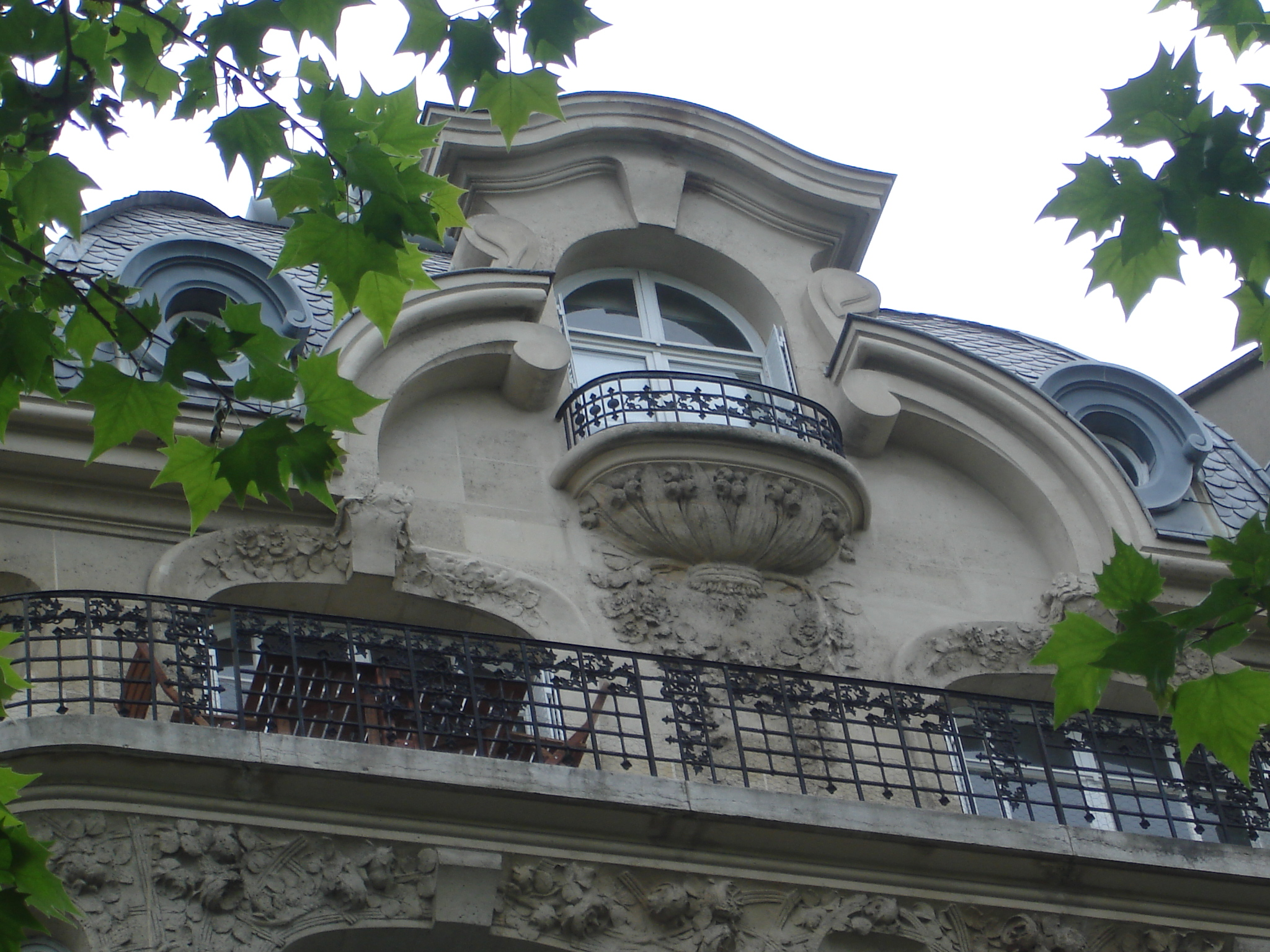
Immeuble au no 48 : aperçu du dernier étage.
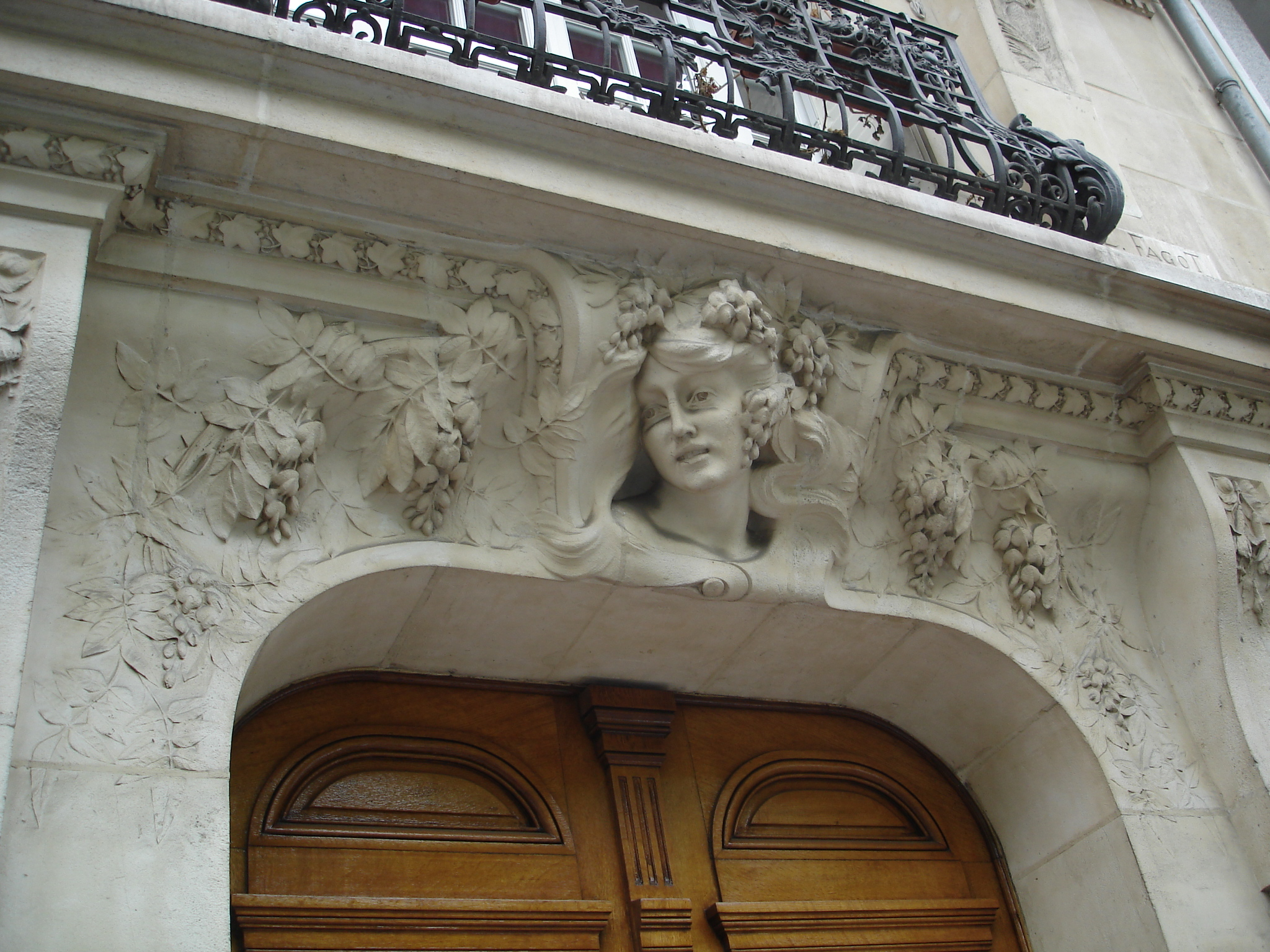
Immeuble au no 78 : porte d'entrée avec haut-relief.

### Hôtel particulier: 57-59, boulevard Richard-Lenoir

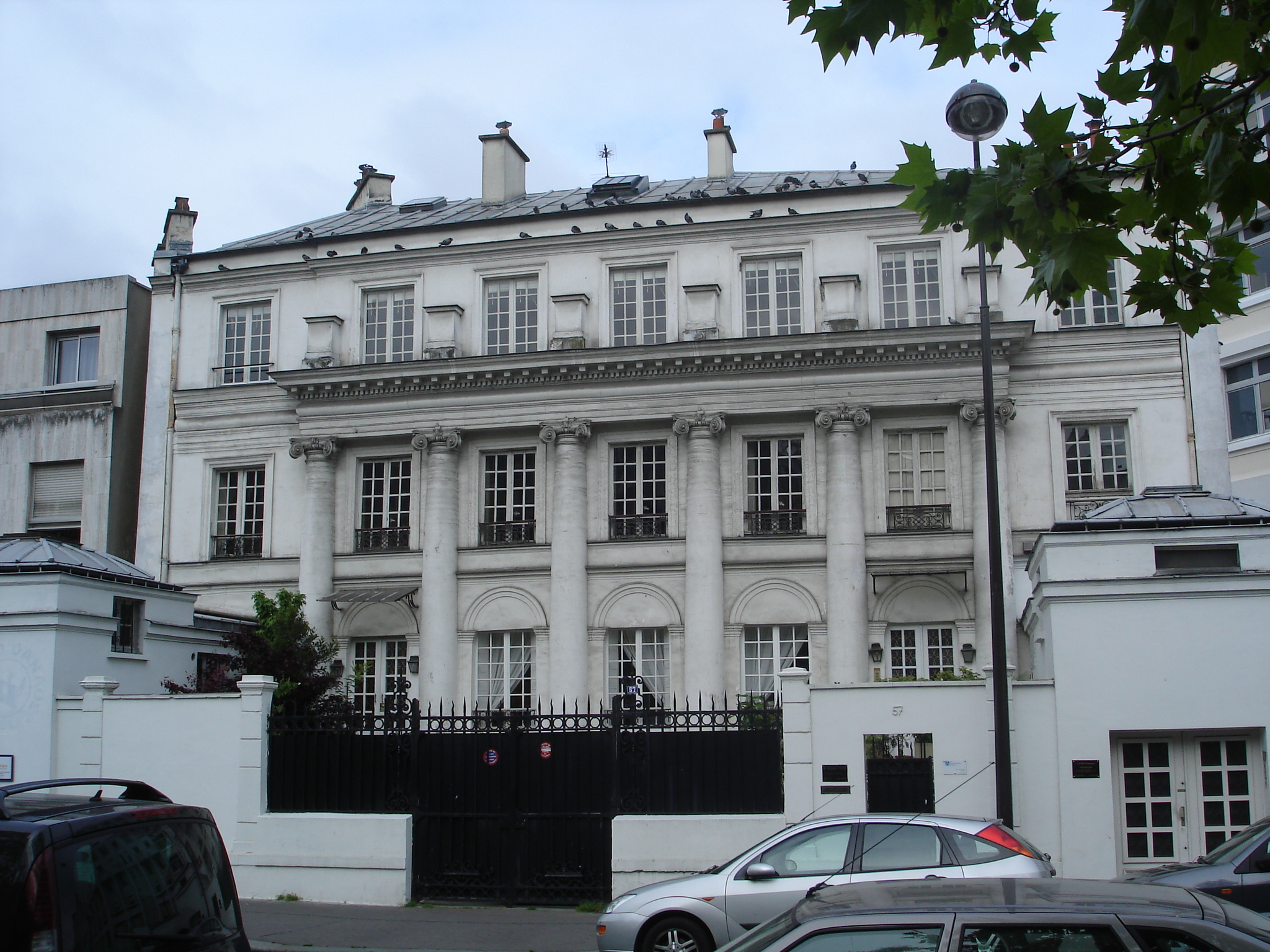
L'ancien hôtel particulier, au 57-59.

Cet ancien hôtel particulier a été construit début du XIXe, avant le percement du canal, en un style emprunté au style Louis XVI et au style Empire. Le bâtiment possède trois niveaux et sept travées. La façade classique est agrémentée d'un grand portique d'ordre ionique, couvrant les cinq travées centrales et les deux premiers niveaux.
Actuellement, les deux pavillons d'angle d'un seul niveau sont reliés par une grille métallique fermant une petite cour. On peut supposer[évasif] que la propriété possédait un jardin qui descendait jusqu'au canal.
L'hôtel a été inscrit Monument historique en 1984

### 68, boulevard Richard-Lenoir

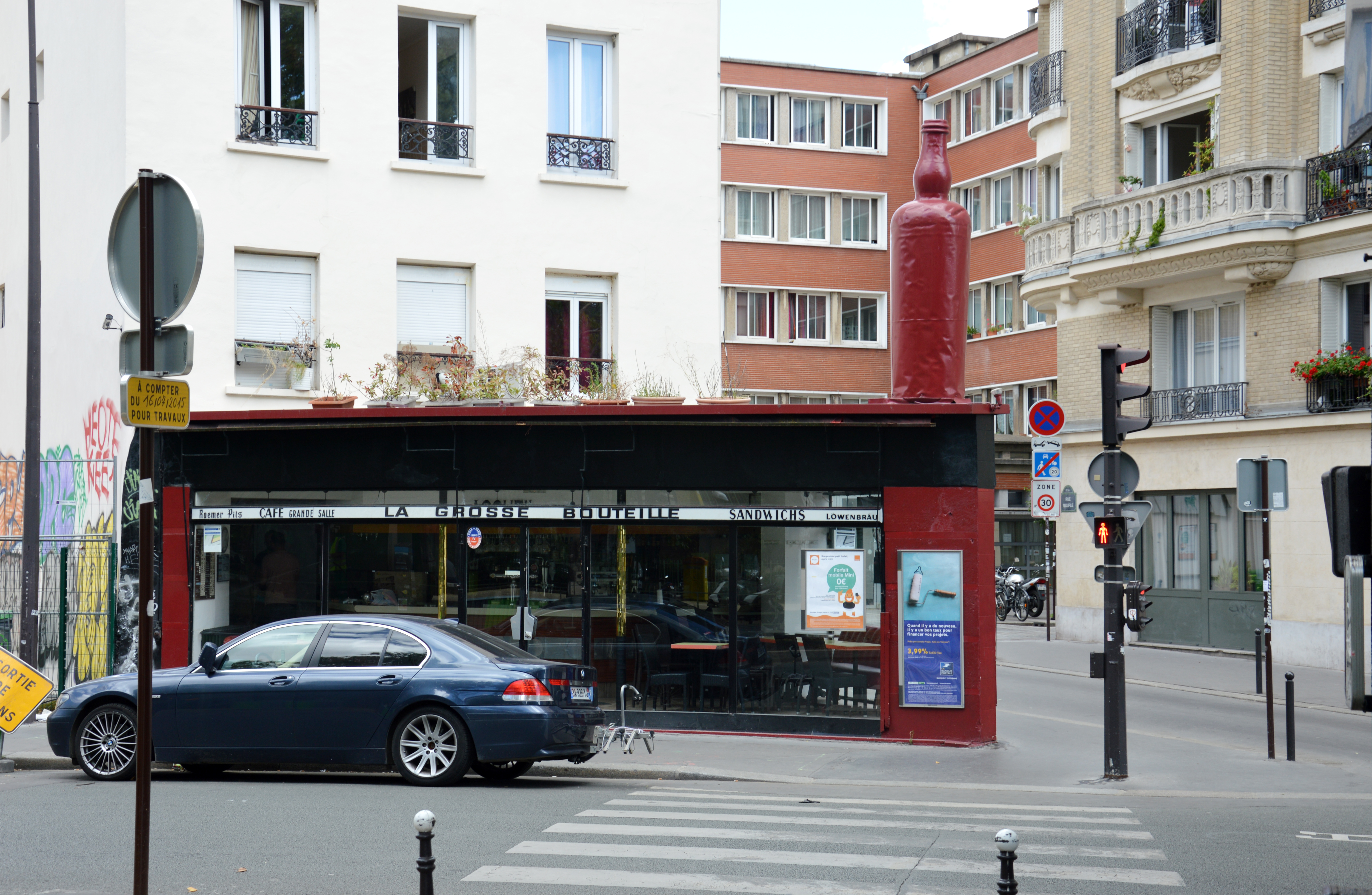
Bar La Grosse Bouteille, avec son enseigne, en juillet 2017.

Au 68 du boulevard Richard-Lenoir, à l'angle avec la rue Moufle, se dressait le bar La Grosse Bouteille, dont l'enseigne avait été photographiée en 1959 et en 1961 par Robert Doisneau Lors de la démolition du bâtiment qui lui sert de socle, pour l'installation d'un parc au même endroit, cette enseigne disparait malgré une pétition en ligne réclamant son maintien.

### 87-91, boulevard Richard-Lenoir
Au 87 boulevard Richard Lenoir, l'architecte Jean Boucher est domicilié peu avant sa mort, dans un bâtiment qu'il a conçu en 1931 .  

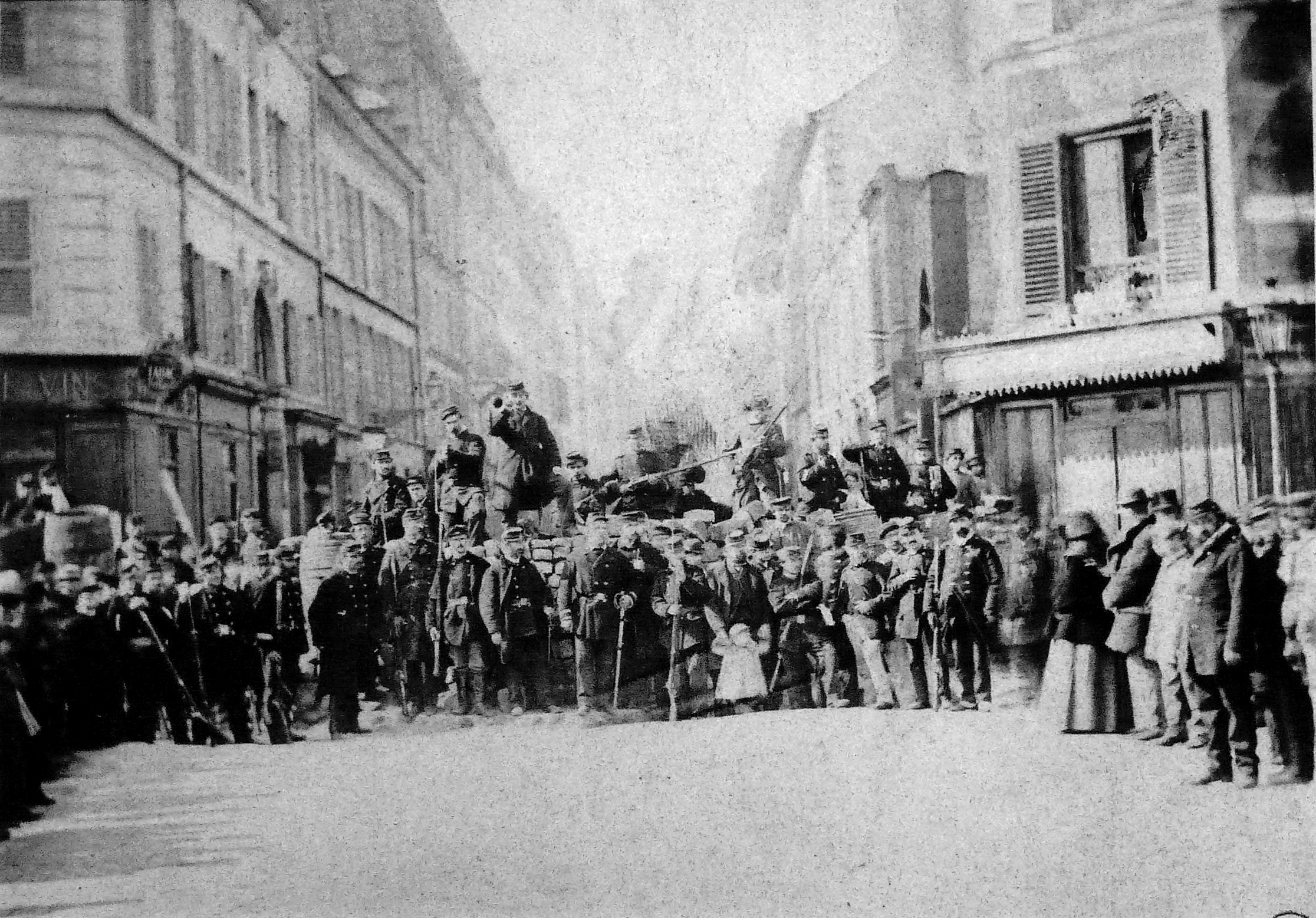
Barricade rue Saint-Sébastien au carrefour avec le boulevard Richard-Lenoir durant la Semaine sanglante.

Au carrefour avec la rue Saint-Sébastien, emplacement d'une barricade durant la Semaine sanglante.

### 120 boulevard Richard Lenoir
Immeuble de naissance du chanteur et acteur Henry Garat (1902-1959).

### 140, boulevard Richard-Lenoir

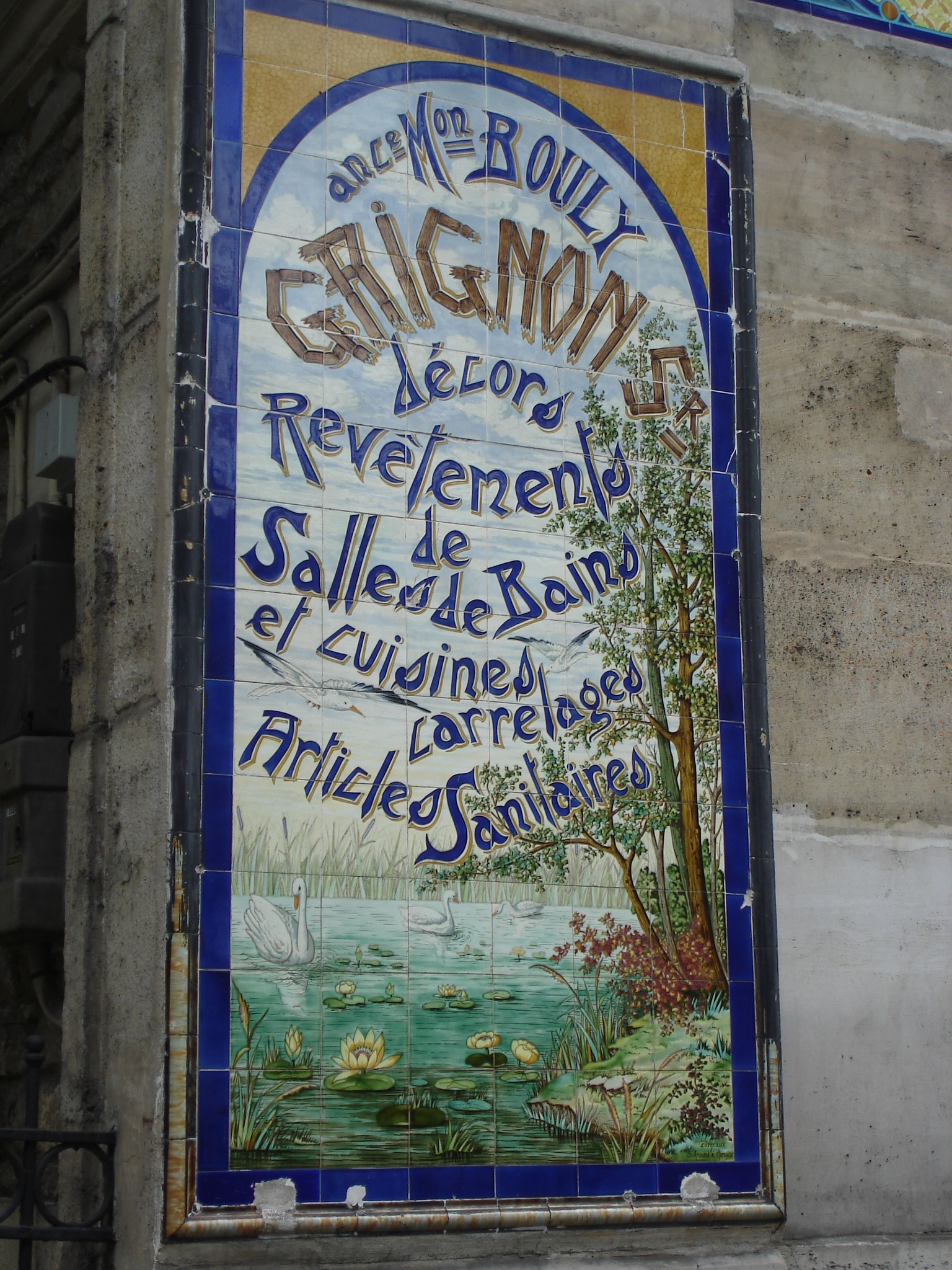
Publicité en carrelage.

L'immeuble a été construit à la même période que le canal, c'est-à-dire vers les années 1826. L'ancienne maison Bouly, négociant-grossiste en carrelage, sanitaire et revêtements de cuisines et de salles de bain s'y installe en 1867 et agrémente l'entrée de ses locaux par de la publicité sous forme de panneaux de céramique de couleurs vives. La façade sur le boulevard comprend des arcades pleines jusqu'au premier étage, incorporant les fenêtres de l'entresol. La porte principale, située sous l'arcade centrale est encadrée de chaque côté par une niche contenant une statue de style romain.
Le bâtiment bâti en pierres et moellons comprend un grand corps de logis de quatre étages sur entresol, plus un cinquième étage sous comble. Les garde-corps sont d'origine avec des dessins différents pour chaque étage.

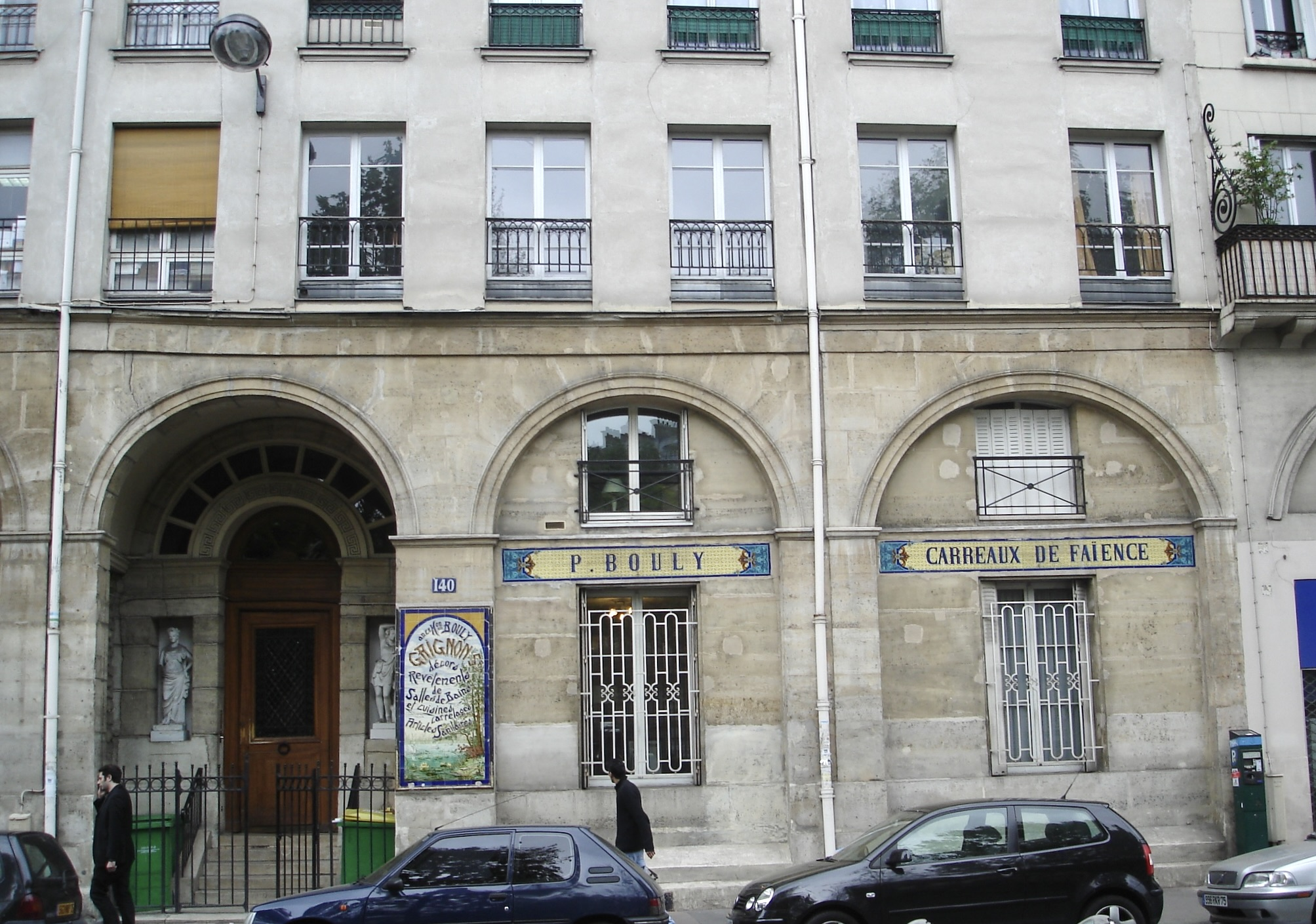
Immeuble du no 140.
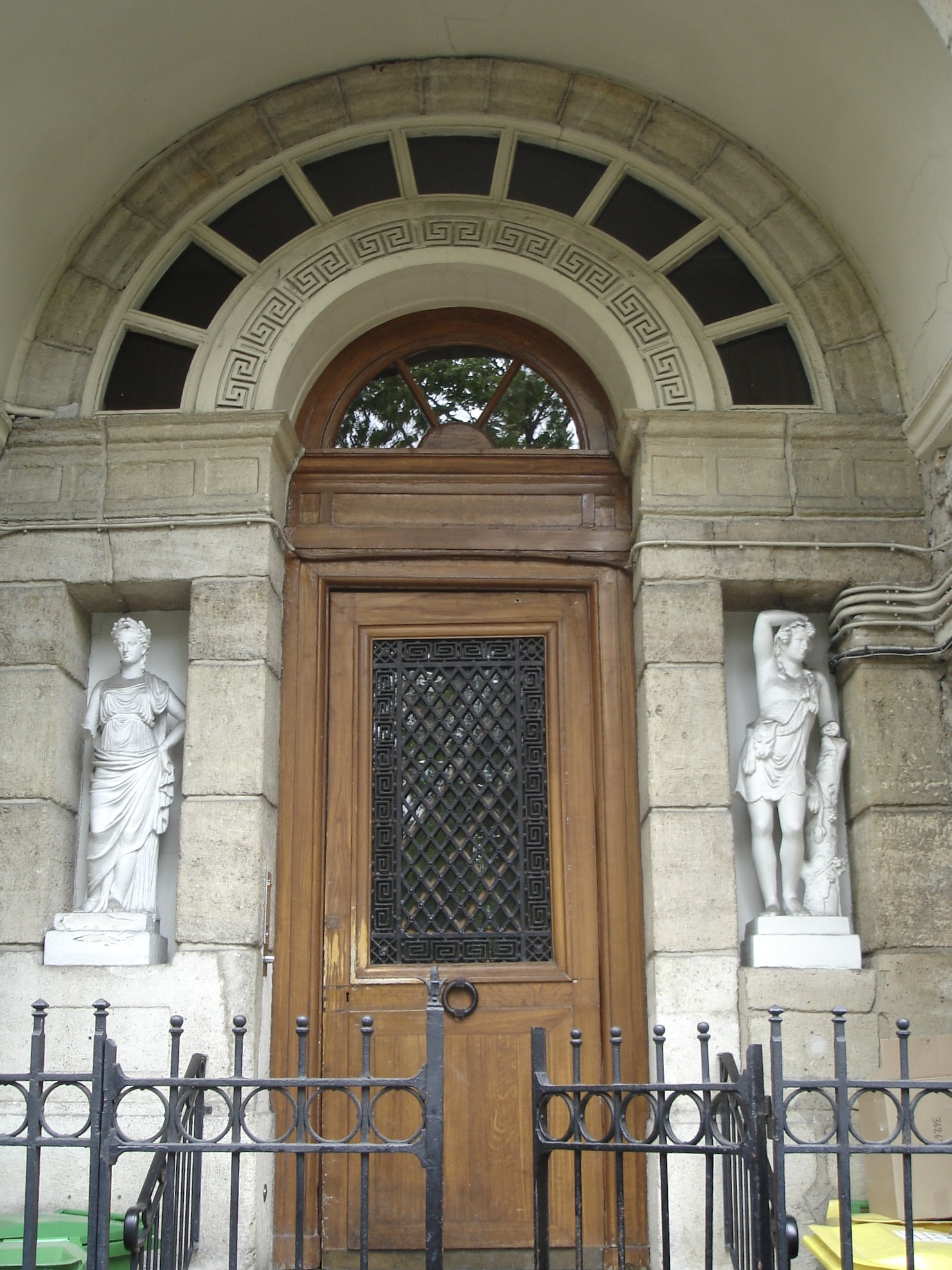
Entrée de l'immeuble du no 140.

### Faits divers

#### Affaire Goldman
Le 19 décembre 1969, la pharmacie située au 6 du boulevard se fait braquer. Au cours de ce braquage qui tourne mal, les deux pharmaciennes sont tuées, un client et un policier en civil sont blessés. Quatre mois plus tard, Pierre Goldman, un intellectuel d'extrême gauche, est arrêté sur dénonciation d'un indicateur.
Ce sera le début d'une affaire policière et judiciaire qui défraiera la chronique pendant plusieurs années.
Pierre Goldman sera d'abord condamné à la perpétuité en 1974, avant d'être reconnu innocent en 1976. Il sera abattu le 20 septembre 1979 par un commando se réclamant de l'« honneur de la police ».

#### Attentat du 3 septembre 1995
Le 3 septembre 1995, une cocotte-minute remplie de clous et d'écrous fait long feu sur le marché du boulevard Richard-Lenoir près de la Bastille. Elle fait quatre blessés légers. Bien qu'attribué au Groupe islamique armé algérien, l’instruction n’a pas permis de retrouver les auteurs (non-lieu prononcé le 17 septembre 2001).

#### Attentat du 7 janvier 2015
Le 7 janvier 2015, les terroristes de l'attentat islamiste dans les locaux de Charlie Hebdo ouvrent le feu au niveau du no 62 du boulevard. Ils blessent à l'abdomen le policier Ahmed Merabet, patrouillant alors dans la zone. L'un des assaillants achève ce dernier, blessé et à terre, d'une balle dans la tête, avant de continuer leur fuite.

## Le boulevard dans la littérature et la chanson
- Georges Simenon situe au 132 de ce boulevard l’appartement du commissaire Jules Maigret[8].
- Aristide Bruant fait traîner l'héroïne de sa chanson Nini peau d'chien dans le quartier de la Bastille, et principalement avec la bande du Richard-Lenoir.

| Texte | Refrain |
| --- | --- |
| Quand elle était p'tite Le soir elle allait À Saint'-Marguerite Où qu'a s'dessalait : Maint'nant qu'elle est grande Elle marche le soir Avec ceux d'la bande Du Richard-Lenoir (Refrain)… | À la Bastille On aime bien Nini-Peau-d'chien : Elle est si bonne et si gentille ! On aime bien Qui ça, Nini-Peau-d'chien, Où ça À la Bastille . |

- Jacques Prévert fait un portrait du Paris des prostituées, des vauriens, des immigrés, du peuple, des flics et de la misère dans son poème de 1934 À la belle étoile, dont un des couplets se situe boulevard Richard-Lenoir (« Boulevard Richard-Lenoir j'ai rencontré Richard Leblanc […] »). Composé à l'origine pour le film Le Crime de monsieur Lange, puis publié dans le recueil Histoires en 1946, il est chanté en 1951 par Juliette Gréco sur la face B de son premier succès en 78 tours, Je suis comme je suis, un autre poème de Jacques Prévert.